# رودی فاسناخت
رودی فاسناخت (انگلیسی: Rudi Faßnacht; ۲۸ دسامبر ۱۹۳۴ – ۲۵ ژوئیهٔ ۲۰۰۰) بازیکن فوتبال اهل آلمان بود که در پست مدافع بازی می‌کرد.
از باشگاه‌هایی که در آن بازی کرده‌است می‌توان به باشگاه فوتبال بایر ۰۴ لورکوزن، باشگاه فوتبال اشتوتگارت، و باشگاه فوتبال هانوفر ۹۶ اشاره کرد.